# Changtusaurus
Changtusaurus là một chi khủng long, được Zhao X. mô tả khoa học năm 1983.